# بيت علي لبيب
بيت علي لبيب أو دار الملاطيلي أو بيت المعمار المصري هو بيت أثري عرف باسم ناظره المشرف عليه علي أفندي لبيب. بينما أنشأة الشريف عمر الملاطيلي وشقيقه إبراهيم في أواخر القرن الثامن عشر. يقع المنزل في درب اللبان بقسم الخليفة ويتبع منطقة آثار جنوب القاهرة. يوجد بداخل المنزل «بيت المعمار المصري» وهو أحد مراكز الإبداع الفنية التابعة لقطاع صندوق التنمية الثقافية بوزارة الثقافة.